# Fulbright Tower
La Fulbright Tower es un rascacielos de 52 plantas conocido originalmente como 3 Houston Center. Parte del complejo Houston Center, la torre tiene 1 247 061 pies cuadrados (115 856 m²) de espacio de oficinas de clase A. El edificio era anteriormente propiedad de ChevronTexaco. En 2005, Crescent era dueña de la torre en una empresa conjunta con los afiliados de GE Asset Management y JPMorgan Asset Management. Fulbright & Jaworski tiene su sede en Fulbright Tower, en la Suite 5100.

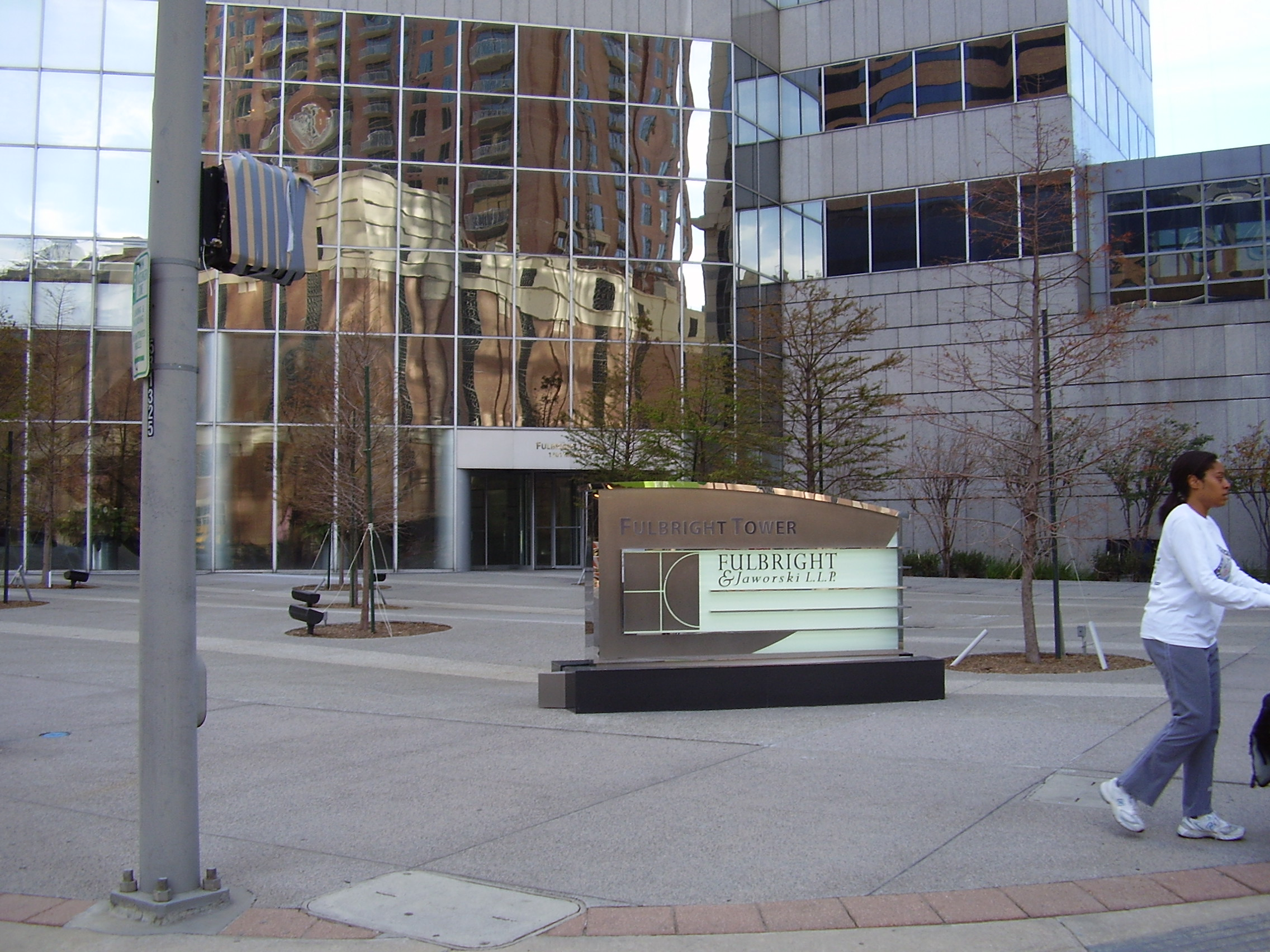

## Historia
La construcción de la torre estaba programada para comenzar en noviembre de 1980. El edificio fue construido en 1982. La propiedad de la torre se desarrolló en 1985. Fulbright & Jaworski se convirtió en inquilino durante este año. Chevron se convirtió en el mayor ocupante de la torre, y su nombre cambió a Chevron Tower. Fulbright & Jaworski renegoció y extendió su alquiler en 2003 y mantuvo la posibilidad de derechos de nombre; en 2005, la empresa ocupaba 350 000 pies cuadrados (33 000 m²) de espacio. El 24 de febrero de 2005, Crescent completó el acuerdo de empresa conjunta que involucraba la Fulbright Tower; un inversionista de fondos de persiones asesorado por JPMorgan Asset Management compró a 60% de interés de la propiedad en el edificio y un afiliado de GE Asset Management compró el 16.15% de interés de propiedad. En 2004, ChevronTexaco vendió el edificio a Crescent. Durante ese año, la torre estaba ocupada en un 49%. En marzo de 2005, ChevronTexaco planeó trasladar sus operaciones fuera de la torre tras comprar 1500 Louisiana Street en Downtown Houston. Fulbright & Jaworski usaron sus derechos de nombre, y en 2005 el edificio recibió el nombre de Fulbright Tower. En 2005, Fullbright Tower estaba ocupada al 57%. En 2006, Chevron Corporation todavía ocupaba tres plantas en Fulbright Tower. En 2009 Conway MacKenzie alquiló 429 m² en Fulbright Tower.